# Therefore I Am
Therefore I Am è un singolo della cantante statunitense Billie Eilish, pubblicato il 12 novembre 2020 come secondo estratto dal secondo album in studio Happier than Ever.

## Pubblicazione
Durante una diretta tenuta su Instagram il 14 settembre 2020, l'artista ha dichiarato che avrebbe presto pubblicato un nuovo singolo. La copertina e la data di pubblicazione sono state rivelate il 9 novembre 2020 attraverso la rete sociale.

## Promozione
Eilish ha eseguito Therefore I Am per la prima volta nell'ambito degli American Music Award il 22 novembre 2020.

## Video musicale
Il video musicale, girato con un iPhone e diretto dalla cantante stessa, è stato reso disponibile attraverso il suo canale YouTube in contemporanea con il lancio del singolo.

## Tracce
Testi e musiche di Billie Eilish O'Connell e Finneas O'Connell.
1. Therefore I Am – 2:54

## Formazione
- Billie Eilish – voce
- Finneas – produzione, registrazione
- Rob Kinelski – missaggio
- Dave Kutch – mastering

## Successo commerciale
Con soli quattro giorni di conteggio, il singolo ha fatto il suo ingresso nella Billboard Hot 100 alla 94ª posizione, segnando la ventesima entrata della cantante. Ha debuttato anche al 5º posto della Hot Rock & Alternative Songs, grazie a 3,1 milioni di riproduzioni in streaming, 5 000 copie vendute e 11,7 milioni di audience radiofonica. La settimana seguente è salito al 2º posto, divenendo la quarta top ten di Billie Eilish: grazie a 24,2 milioni di riproduzioni in streaming è diventata la prima numero uno della cantante nella Streaming Songs, mentre ha raggiunto la 2ª posizione della Digital Songs con 14 000 copie vendute. Ha infine totalizzato 18,3 milioni di radioascoltatori, debuttando alla 43ª posizione della Radio Songs. Inoltre il salto di 92 posizioni effettuato da Therefore I Am è diventato il quarto più lungo nella storia della Hot 100, dietro Me! di Taylor Swift del 2019, My Life Would Suck Without You di Kelly Clarkson del 2009 e Womanizer di Britney Spears del 2008.
Therefore I Am ha esordito al 2º posto della Official Singles Chart britannica con 43 625 copie distribuite, segnando l'esordio più alto della settimana nonché la sesta top ten dell'interprete. Nella classifica irlandese ha debuttato direttamente al primo posto, risultando il brano più riprodotto della settimana e divenendo la terza numero uno di Eilish.
In Australia la canzone ha esordito al 3º posto della ARIA Singles Chart, regalando alla cantante la sua undicesima top ten. Nella classifica neozelandese ha debuttato alla vetta, diventando la seconda numero uno per l'interprete.

## Classifiche

### Classifiche settimanali
| Classifica (2020-23)  | Posizione massima |
| --------------------- | ----------------- |
| Argentina             | 43                |
| Australia             | 3                 |
| Austria               | 2                 |
| Belgio (Fiandre)      | 10                |
| Belgio (Vallonia)     | 14                |
| Bielorussia           | 182               |
| Canada                | 2                 |
| Croazia               | 11                |
| Danimarca             | 3                 |
| Finlandia             | 2                 |
| Francia               | 34                |
| Germania              | 5                 |
| Grecia                | 1                 |
| Irlanda               | 1                 |
| Islanda               | 2                 |
| Italia                | 15                |
| Libano                | 1                 |
| Lituania              | 1                 |
| Malaysia              | 6                 |
| Norvegia              | 2                 |
| Nuova Zelanda         | 1                 |
| Paesi Bassi           | 11                |
| Perù                  | 112               |
| Polonia               | 36                |
| Portogallo            | 5                 |
| Regno Unito           | 2                 |
| Repubblica Ceca       | 3                 |
| Repubblica Dominicana | 40                |
| Romania               | 88                |
| Russia                | 17                |
| Singapore             | 2                 |
| Slovacchia            | 1                 |
| Spagna                | 41                |
| Stati Uniti           | 2                 |
| Svezia                | 4                 |
| Svizzera              | 2                 |
| Ungheria              | 1                 |

### Classifiche di fine anno
| Classifica (2020) | Posizione |
| ----------------- | --------- |
| Ungheria          | 65        |
| Classifica (2021) | Posizione |
| Australia         | 74        |
| Belgio (Fiandre)  | 90        |
| Canada            | 24        |
| Portogallo        | 113       |
| Russia            | 108       |
| Stati Uniti       | 25        |
| Ungheria          | 88        |

## Date di pubblicazione
| Paese                 | Data di pubblicazione | Formato                      | Etichetta            | Note   |
| --------------------- | --------------------- | ---------------------------- | -------------------- | ------ |
| Mondo                 | 12 novembre 2020      | Download digitale, streaming | Darkroom, Interscope | [ 56 ] |
| Italia                | 13 novembre 2020      | Contemporary hit radio       | Universal            | [ 57 ] |
| Regno Unito           | 13 novembre 2020      | Contemporary hit radio       | Darkroom, Interscope | [ 58 ] |
| Stati Uniti d'America | 17 novembre 2020      | Contemporary hit radio       | Darkroom, Interscope | [ 59 ] |
| Stati Uniti d'America | 17 novembre 2020      | Alternative radio            | Darkroom, Interscope | [ 60 ] |